# Liesbeth Messer-Heybroek
Liesbeth Messer-Heybroek (* 25. April 1914 in Amsterdam; † 6. November 2007 in Breda) war eine niederländische Bildhauerin.

## Leben und Werk

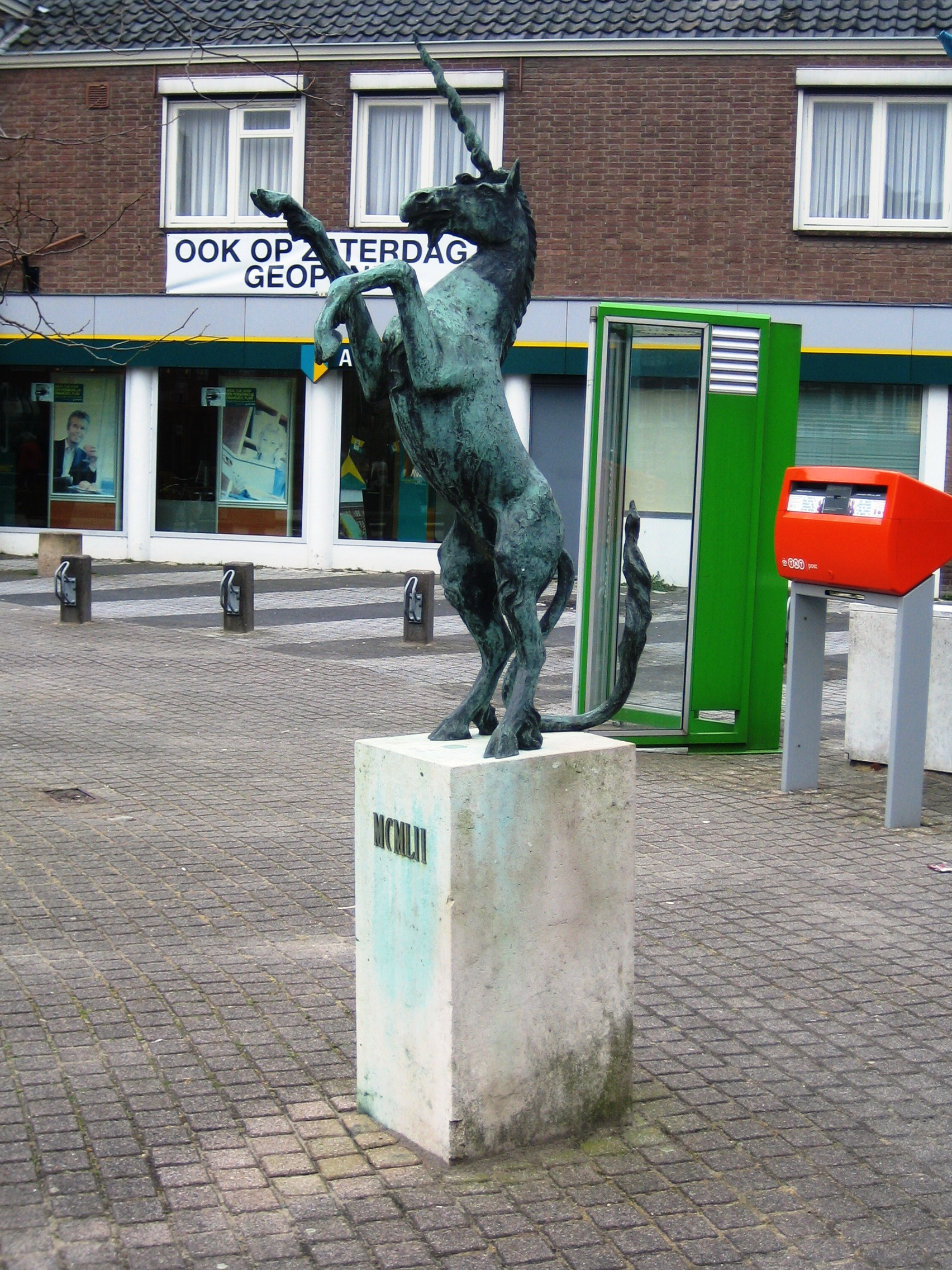
Einhorn, Oostburg, 1952

Liesbeth Heybroek wurde am 25. April 1914 in Amsterdam geboren. Ihre Ausbildung absolvierte sie von 1935 bis 1939 an der Rijksakademie van beeldende kunsten in Amsterdam und war Schülerin von Jan Bronner, Louis Jacques Goudman und Theo van Reijn. Ab 1929 bis zu ihrem Tod war sie künstlerisch tätig. Sie gehörte dem Zeeuwse Kunstkring an und heiratete 1940 den Architekten Willem Messer. Sie lebten viele Jahre in Vlissingen.
Liesbeth Messer-Heybroek starb am 6. November 2007 in Breda.

## Werke im öffentlichen Raum
- Kniende Frau, Denkmal Zweiter Weltkrieg (1948), Allgemeiner Friedhof in Domburg
- Einhorn (1952), Oostburg
- Frauen und Männer, zwei Statuengruppen (1956), Langevielebrug, Middelburg
- drei Sportler (1960), bronzenes Fassadenrelief an der Bachensteene (ehemalige Turnhalle), Middelburg
- Jung und alt (1964), Van Woelderen Park, Vlissingen